# 1 Pułk Dragonów (II RP)
1 pułk dragonów – oddział jazdy dywizyjnej Wojska Polskiego w II Rzeczypospolitej okresu wojny polsko-bolszewickiej.

## Formowanie i zmiany organizacyjne
Rozkazem Ministerstwa Spraw Wojskowych z 17 czerwca 1919, z luźnych szwadronów poprzydzielanych do oddziałów piechoty jako kawaleria dywizyjna, utworzone zostały cztery pułki dragonów: 1. w Lublinie, 2. w Pińczowie, 3. w Tarnowie i 4 pułk dragonów kresowych.
Pułki posiadały różną liczbę dywizjonów i szwadronów. 1 pułk miał początkowo cztery szwadrony.
Etat szwadronu polowego pułku dragonów wynosił: 5 oficerów, 1 podchorąży, 23 podoficerów i 140 szeregowych. Koni wierzchowych 146, taborowych 14, jedna kuchnia polowa i 6 wozów.
Pułk nie miał osobnej komisji gospodarczej. Dowództwo pułku obsługiwane było przez komisję gospodarczą dowództwa frontu na którym działały jego dywizjony.
Pułk posiadał też szwadron zapasowy. Ten dzielił się na dwa oddziały: sztabowy i rekrucki. Etat szwadronu wynosił 8 oficerów (w tym dowódca i adiutant, 2 ujeżdżczy koni, dowódca oddziału rekrutów, oficer kasowy, lekarz i weterynarz), 15 podoficerów, 100 szeregowych, 93 konie wierzchowe, 10 taborowych.
Do 1 pułku dragonów (z miejscem postoju szwadronu zapasowego w Lublinie) zaliczono szwadrony 1 i 3 DP Leg., 8 i 9 Dywizji Piechoty.
Jesienią 1919 zreorganizowano jazdę dywizyjną. W miejsce istniejących pułków dragonów sformowano cztery pułki strzelców konnych. Dowództwa pułków strzelców konnych sprawowały tylko funkcje inspekcyjne, nie dowódcze. 1 pułk strzelców konnych płk. Tadeusza Sulimirskiego miał przekazać I dywizjon do 1 Dywizji Piechoty Legionów, II dywizjon do 3 Dywizji Piechoty Legionów, III dywizjon do 8 Dywizji Piechoty, a IV dywizjon do 9 Dywizji Piechoty.
Poza zmianą nazwy, przemianowanie to nie pociągnęło za sobą żadnych zmian organicznych wewnątrz
pułków. Dawni dragoni przestali jednak nosić zielone patki na kołnierzach.
W międzyczasie pułki rozrosły się do czterech dyonów i posiadały nominalnie po 8 szwadronów i szwadron zapasowy.
W drugiej połowie 1920 wyszły nowe etaty wojenne pułków strzelców konnych.
Według tych etatów, w skład pułku wchodziły trzy dywizjony z numeracją I–III, oraz szwadron zapasowy. Dywizjon składał się z dowództwa dyonu, plutonu ckm na taczankach i dwóch szwadronów z wewnętrzną numeracją pułkową 1–6.
Szwadron zapasowy dzielił się na dowództwo ze sztabem i sekcją łączności, oraz oddziały: rekrutów, ozdrowieńców, ujeżdżania koni i karabinów maszynowych.
W międzyczasie do pułku wcielono 1 szwadron kujawski Brzowskiego i szwadron Lubomelski 1 pułku szwoleżerów.
Po zakończeniu działań wojennych nastąpiły zmiany zmiany numeracji i podległości szwadronów. W rezultacie tych zmian, 28 października 1920,  „wojenny” 1 pułk strzelców konnych został przemianowany na „pokojowy” 4 pułk strzelców konnych, a w jego skład wszedł I i III dywizjon „wojennego” 2 pułku strzelców konnych, 2 szwadron 2 psk, który rozwinięto w IV dywizjon, a ponadto V dywizjon „wojennego” 4 pułku strzelców konnych.

## Struktura organizacyjna
Pierwszy skład
- dowództwo pułku w Lublinie
- 4 pułk szwoleżerów „Błękitnej Armii”
- szwadron 9 pułku ułanów
- 5 szwadron (instrukcyjny) „Błękitnej Armii”